# Gabriele Löwe
Gabriele Löwe (z domu Kotte, ur. 12 grudnia 1958 w Dreźnie) – niemiecka lekkoatletka specjalizująca się w biegach sprinterskich, uczestniczka letnich igrzysk olimpijskich w Moskwie (1980), srebrna medalistka olimpijska w biegu sztafetowym 4 × 400 metrów. W czasie swojej kariery reprezentowała Niemiecką Republikę Demokratyczną.

## Sukcesy sportowe

### Igrzyska olimpijskie
| Miejsce | Dzień      | Rok  | Miejscowość | Konkurencja        | Czas biegu  | Strata   | Zwycięzca   |
| ------- | ---------- | ---- | ----------- | ------------------ | ----------- | -------- | ----------- |
| 6.      | 28 lipca   | 1980 | Moskwa      | bieg na 400 m      | 51,33 s     | + 2,45 s | Marita Koch |
| srebro  | 1 sierpnia | 1980 | Moskwa      | sztafeta 4 × 400 m | 3:20,35 min | + 0,23 s | ZSRR        |

## Rekordy życiowe
- bieg na 400 metrów – 50,70 – Karl-Marx-Stadt 12/08/1979